# Reprezentacja Bułgarii na Mistrzostwach Świata w Narciarstwie Klasycznym 2011
Reprezentacja Bułgarii na Mistrzostwach Świata w Narciarstwie Klasycznym 2011 liczy 6 sportowców.

## Medale

### Złote medale
Brak

### Srebrne medale
Brak

### Brązowe medale
Brak

## Wyniki

### Biegi narciarskie mężczyzn
Bieg na 15 km
- Weselin Cinzow - 46. miejsce
- Iwan Burgor - 73. miejsce
- Anton Sinapow - odpadł w kwalifikacjach
- Simeon Dejanor - odpadł w kwalifikacjach

Sprint
- Anton Sinapow - odpadł w kwalifikacjach
- Simeon Dejanor - odpadł w kwalifikacjach
- Iwan Burgor - odpadł w kwalifikacjach

Bieg łączony na 30 km
- Weselin Cinzow - 59. miejsce

### Biegi narciarskie kobiet
Sprint
- Teodora Malczewa - odpadła w kwalifikacjach

Bieg na 10 km
- Teodora Malczewa - 57. miejsce

### Skoki narciarskie mężczyzn
Konkurs indywidualny na skoczni normalnej
- Władimir Zografski - 34. miejsce

Konkurs indywidualny na skoczni dużej
- Władimir Zografski - 37. miejsce